# جوناس دیوملند
جوناس دیوملند (انگلیسی: Jonas Deumeland؛ زادهٔ ۹ فوریهٔ ۱۹۸۸) بازیکن فوتبال اهل آلمان است.
از باشگاه‌هایی که در آن بازی کرده‌است می‌توان به باشگاه فوتبال اوپن اشاره کرد.